# Wisches
Wisches es una localidad y comuna francesa, situada en el departamento de Bajo Rin en la región de Alsacia.
Limita al noreste con Lutzelhouse y Muhlbach-sur-Bruche, al sur con Russ, al suroeste con Schirmeck, al oeste con Grandfontaine y al norte con Saint-Quirin.

## Demografía
| 1702 | 1794 | 1867 | 1719 | 1655 | 2017 |
| Para los censos de 1962 a 1999 la población legal corresponde a la población sin duplicidades (Fuente: INSEE [Consultar]) |      |      |      |      |      |

## Patrimonio
- Iglesia comunal, con un órgano de la casa “Stiehr Frères”, instalado en 1859.

## Personajes célebres
- François Joseph Drouot de la Marche, (1733-1814), general.